# Cube unité

Cube unité

Un cube unité, plus formellement un cube de côté 1, est un cube dont les côtés valent une unité de long,. Le volume d'un cube unité tridimensionnel est de une unité cubique, et sa surface totale est de six unités carrées.

## Hypercube unité
Le terme d'hypercube unité est également utilisé pour les hypercubes, ou « cubes » dans un espace à n dimensions, pour n supérieur à 3 et de longueur 1.
La longueur de la plus longue diagonale d'un hypercube unité en n dimensions est {\displaystyle {\sqrt {n}}}, la racine carrée de n et la norme du vecteur (1,1,1....1,1) en n-dimensions.